# Шмаково (Днепропетровская область)
Шмаково (укр. Шмакове) — село,
Маломихайловский сельский совет,
Криничанский район,
Днепропетровская область,
Украина.
Код КОАТУУ — 1222084004. Население по переписи 2001 года составляло 129 человек.

## Географическое положение
Село Шмаково находится в 3-х км от левого берега реки Грушевка,
на расстоянии в 2 км от сёл Акимовка (Солонянский район) и Грушевка (Солонянский район) и на расстоянии в 7 км от села Маломихайловка (Криничанский район) .
В селе имеется пересыхающий водоем.